# Аксель (стрибок)

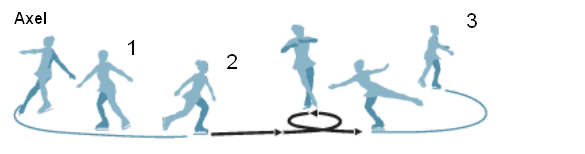
Технологія стрибання акселя

А́ксель (англ. Axel jump) — один із трьох реберних стрибків у фігурному катанні.
Аксель є єдиним стрибком, що виконується з рухом уперед, через що його перший оберт включає цей рух, і відтак одинарний аксель — це стрибок у півтора оберти, подвійний – у два з половиною, а потрійний — стрибок у три з половиною оберти.
Стрибок названо на честь норвезького фігуриста Акселя Паульсена, який виконав його вперше у 1882 році.
На стрибок зазвичай заходять із підсікання назад ліворуч (тобто не за годинниковою стрілкою), деякий час фігурист проїжджає на зовнішньому ребрі на правій нозі назад, потім спортсмен виконує відкритий моухок (розвертається, наступає на ліву ногу) і вистрибує в повітря. Приземлення відбувається на махову ногу (праву) на хід назад-назовні.

## Історія

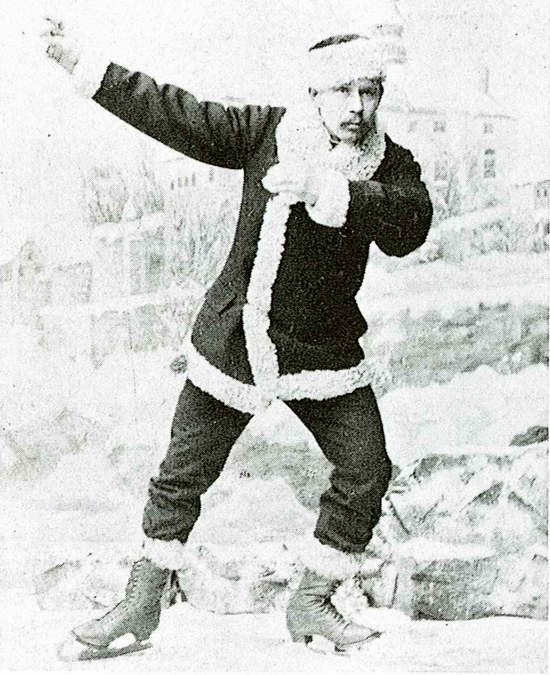
Аксель Паульсен

- Аксель Паульсен, що дав стрибку своє ім'я, виконав його вперше в 1882 році. Цікаво, що виконаний він був не на фігурних, а на бігових ковзанах.
- Тривалий час аксель лишався виключною прерогативою фігуристів-чоловіків. Першою жінкою, що виконала аксель, вважається норвежка Соня Хені. Однак, у теперішній час, техніка виконання нею стрибка (записи зберігаються на плівці Голлівудських стрічок, у яких вона знімалася) викликала б суперечки, адже для виконання стрибка вона заздалегідь сильно розгорталася і не робила «крок угору», таким чином, елемент нагадував скоріше обертання, ніж стрибок.
- Дік Баттон (англ. Dick Button) став першим фігуристом, що виконав подвійний аксель на змаганнях. Це він зробив на V Зимовій Олімпіаді (Санкт-Моріц, Швейцарія, 1948 рік), хоча відеозапис стрибка свідчить про його невеликий недокрут. Тренер Баттона, Гус Лассі, є розробником сучасної техніки виконання стрибка. В 1953 році Керол Хейсс стала першою фігуристкою, яка виконала подвійний аксель.
- Канадський фігурист Верн Тейлор був першим, хто виконав потрійний аксель в ході змагань — на Чемпіонаті світу з фігурного катання 1978 року. Відтоді цей (у 3 з половиною оберти) стрибок є стандартним елементом в програмах фігуристів-одиночників. Першою жінкою, що виконала потрійний аксель, була Мідорі Іто, зробивши це в 1988 році на турнірі «NHK Trophy». Відтоді ще декілька жінок  спромоглися виконати аксель у три з половиною оберти на міжнародних змаганнях, зокрема Тоня Гардінг, Мао Асада, Наґасу Мірай, Туктамишева Єлизавета, Ю Йон, Мана Кавабе, Ріка Кіхіра, Гана Йосіда, Каорі Сакамото, Анастасія Шаботова, Аліса Лю, Альона Косторна, Софія Самодурова, Олександра Трусова, Вакаба Хігучі, Каміла Валієва, Софія Акатьєва, Софія Самодєлкіна, Вероніка Жиліна, Варвара Кісель. Утім, у жіночому фігурному катанні — це все ще малопоширений елемент, який вважається одним з найскладніших.
- Аксель у чотири з половиною оберти у чистому вигляді дотепер (2022 рік) не вдалося виконати жодному з чоловіків чи жінок. Утім, японський фігурист Юдзуру Ханю, який виконував четверний аксель на тренуваннях, зміг приземлити четверний аксель на Олімпійських Іграх 2022 року з недокрутом, тому судді зарахували його як потрійний. Окрім того, амбіції щодо виконання четверного акселя має Натан Чен, а також на тренуванні у травні 2022 року такий аксель зміг приземлити Ілля Малінін.